# داکوتاشکاری
داکوتاشکاری یا داکوتارپتر (نام علمی: Dakotaraptor) (به معنی دزد از داکوتا) یک سرده بالقوه chimaeric از دایناسورهای تروپود بزرگ دونده‌خزنده است که در دوره کرتاسه پسین در آمریکای شمالی زندگی می‌کرده‌است. بقایای آن در مرحله ماستریختین از سازند نهر جهنم، مربوط به اواخر دوران مزوزوئیک، پیدا شده‌است، که داکوتاراپتور را به یکی از آخرین دونده‌خزنده‌های بازمانده تبدیل کرده‌است. بقایای D. steini در یک بستر استخوانی چند گونه کشف شد. عناصر گونه‌نام و نمونه‌های ارجاع‌شده بعداً مشخص شد که وابسته به لاک‌پشت‌های نرم‌کاسه هستند، و تجزیه و تحلیل بیشتر از پیوندهای غیردونده‌خزنده بالقوه هولوتیپ و مواد ارجاعی هنوز انجام نشده‌است. تجزیه و تحلیل تبارزایی D. steini آن را در جایگاه‌های مختلف در Dromaeosauridae قرار می‌دهد.

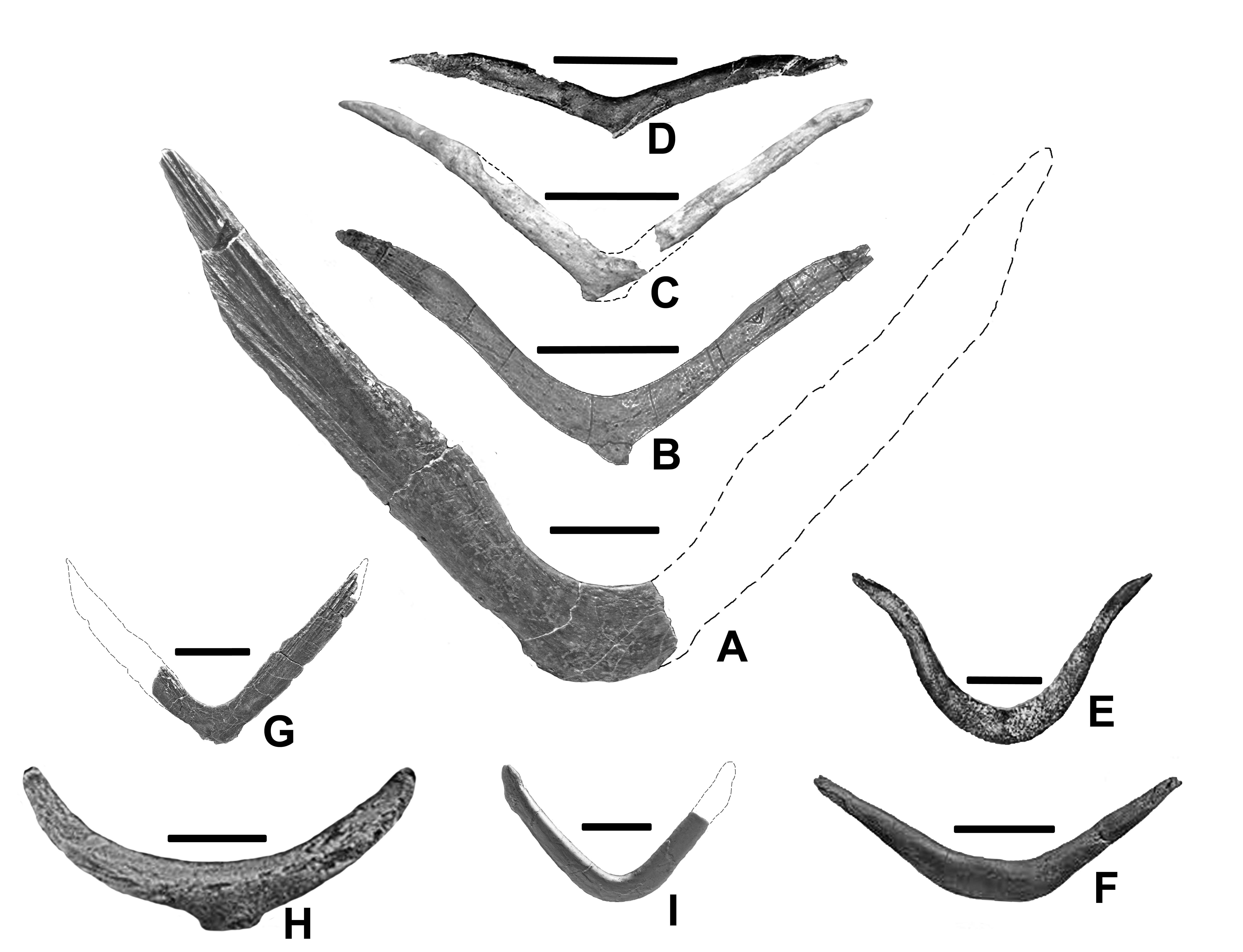
فورکولای پیشنهادی در مقایسه با سایر دایناسورهای تروپود. بعدها نشان داده شد که Said furcula عنصری از یک لاک‌پشت سه‌گانه است.

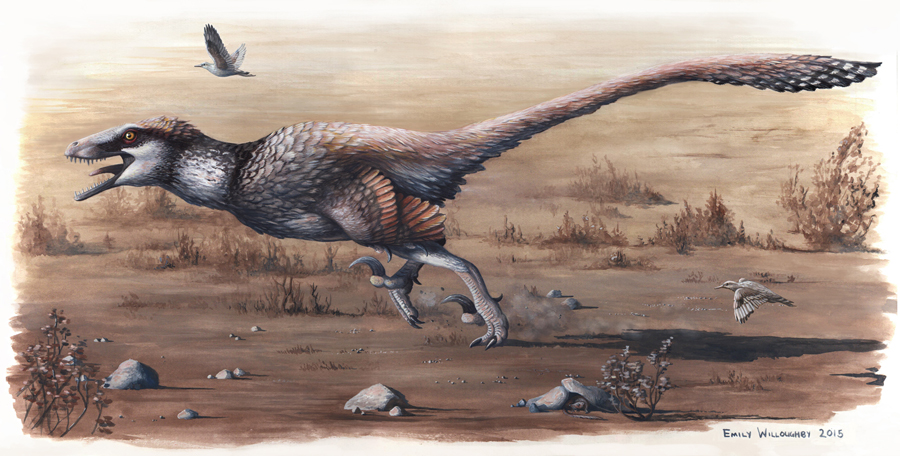
بازسازی زندگی توسط امیلی ویلوبی، ۲۰۱۵

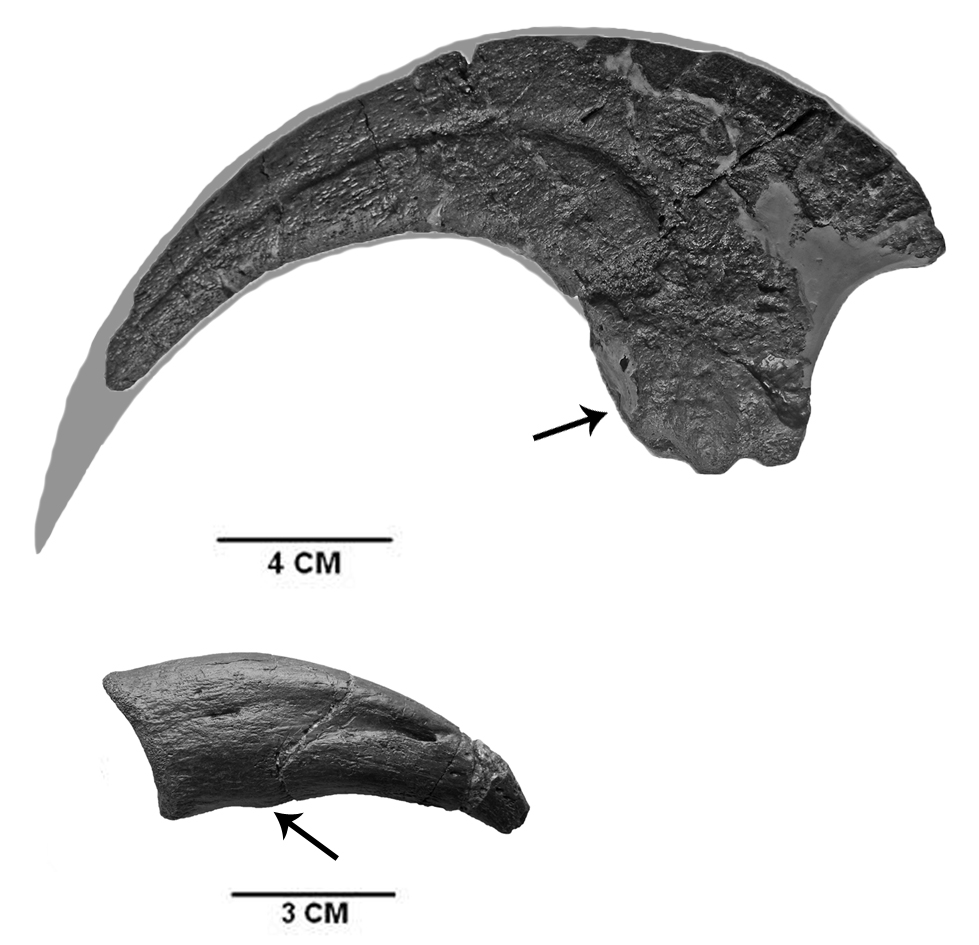
پنجه‌های پای هولوتایپ داکوتاراپتور، توبرکل‌های خم‌کننده را برای اتصال ماهیچه‌ای نشان می‌دهد.

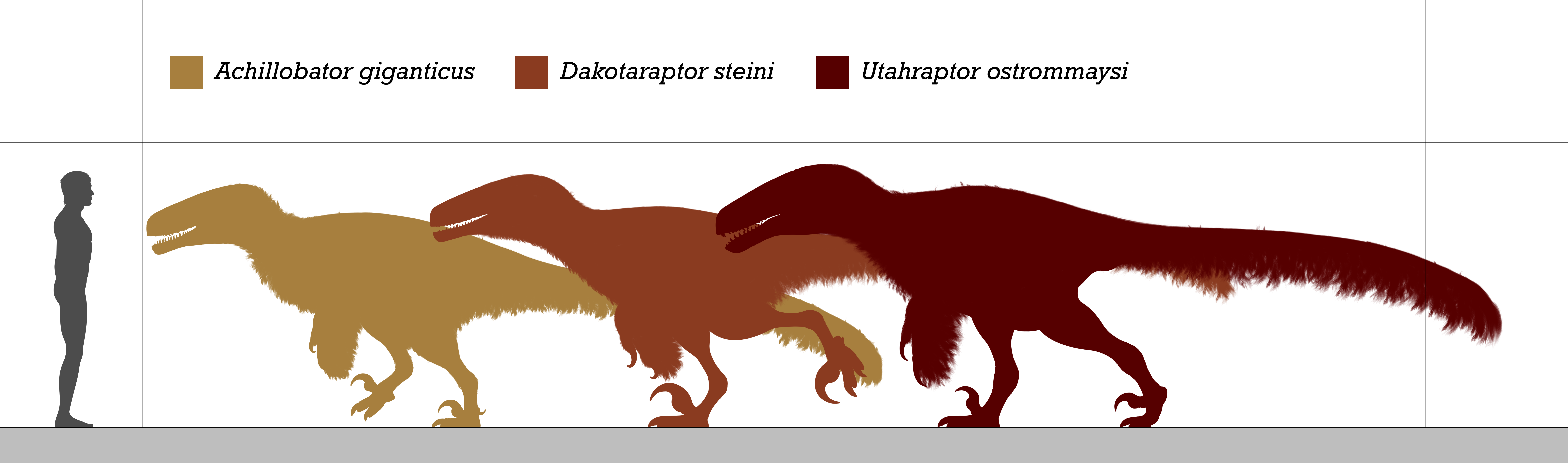
مقایسه بین داکوتاراپتور و دیگر دونده‌خزنده‌های غول‌پیکر

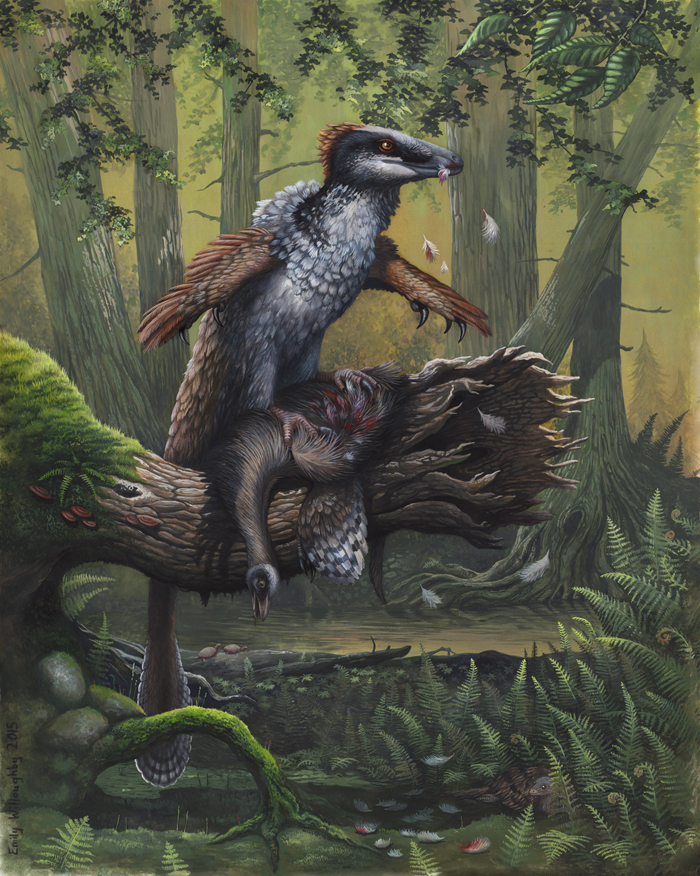
داکوتاراپتور ممکن است از بازوهای خود برای حفظ تعادل خود در زمان تسلیم کردن طعمه استفاده کرده باشد. در اینجا Ornithomimus قربانی است.